# Bargeschäft
Das Bargeschäft (des täglichen Lebens), häufig auch Handgeschäft genannt, ist ein alltagstypisches Rechtsgeschäft bei dem Verpflichtung und Erfüllung zeitlich zusammenfallen (z. B. Brötchenkauf beim Bäcker). Eine Positivregelung enthält für volljährige Geschäftsunfähige § 105a BGB.
Regelmäßig ist das Bargeschäft ein von vornherein erfülltes Verpflichtungsgeschäft. Rechtstheoretisch ließe es sich ohne weiteres in unmittelbare Nähe zum „gewöhnlichen“ Schuldvertrag bringen, indem zwischen dem verpflichtenden Geschäftsanteil und dem der Erfüllung dienenden Geschäftsanteil mittels einer juristischen Sekunde aufgespalten würde. Doch auch ohne diese Konsequenz bildet der Schuldvertrag die causa für das Behaltendürfen, wobei die verpflichtende Funktion bei sofort erfüllten Schuldverträgen fortbesteht. Fallen Erfüllungsmängel an, gilt wie bei allen Kaufverträgen, dass Gewährleistungsansprüche greifen, die das Einstehenmüssen für mangelhafte Leistungen regeln. Das gilt für die Haftung aus Sach- wie Rechtsmängeln gleichermaßen.
Das Bargeschäft gehört zum „Schuldvertragstyp ohne klagbaren Erfüllungsanspruch“. Damit ist es vergleichbar mit dem Rechtsinstitut der Naturalobligation, das ebenfalls keinen klagbaren Anspruch herleitet. Außerdem vergleichbar sind formunwirksame Schuldverträge, so beispielsweise nach Verletzung eines Schenkungsversprechens gemäß § 518 Absatz 2 BGB oder nach Verletzung der Schriftform einer Bürgschaftserklärung gemäß § 766 Satz 2 BGB. Ansprüche wegen Schlechtleistung bleiben davon unberührt.